# 廖冠贤
廖冠贤（1914年—1983年），男，江西宁都人，中国人民解放军少将。

## 生平
毕业于中国人民解放军军事学院。1972年，接替江腾蛟，担任南京军区空军政治委员。1978年，由肖前接任。1955年，授中国人民解放军少将军衔。